# قرزبيل
الصِّيق أو المُصَلَّب أو مصلب المنقار أو متصالب المنقار أو الأَشْغَى أو القرزبيل (الاسم العلمي: Loxia) (بالإنجليزية: Crossbill)‏ هو جنس من الطيور يتبع الفصيلة الشرشورية من رتبة العصفوريات